# Вотервил (Вашингтон)
Вотервил (енгл. Waterville) град је у америчкој савезној држави Вашингтон. По попису становништва из 2010. у њему је живело 1.138 становника.

## Демографија
Према попису становништва из 2010. у граду је живело 1.138 становника, што је 25 (2,1%) становника мање него 2000. године.
| Група             | 2000.         | 2010.       |
| Белци             | 1.024 (88,0%) | 996 (87,5%) |
| Афроамериканци    | 12 (1,0%)     | 0 (0,0%)    |
| Азијати           | 3 (0,3%)      | 7 (0,6%)    |
| Хиспаноамериканци | 102 (8,8%)    | 111 (9,8%)  |
| Укупно            | 1.163         | 1.138       |